# Litoral (revista)
Litoral es una revista de creación literaria fundada en la ciudad española de Málaga en 1926 por los poetas Emilio Prados y Manuel Altolaguirre, de la que José María Hinojosa fue codirector en 1929 .
Su publicación y difusión es considerada decisiva para la configuración de lo que hoy se conoce como la Generación del 27, uno de los grupos poéticos más influyentes en la literatura en español del XX.

## Historia
Dedicada en exclusiva a la poesía en sus comienzos, el primer número apareció en otoño de 1926 con colaboraciones de Federico García Lorca, José Bergamín, Jorge Guillén y Gerardo Diego entre otros, configurándose lo que se conoce como la Generación del 27.
En el segundo número, con portada del pintor Benjamín Palencia, colaboraron Luis Cernuda y Ramón Gómez de la Serna. Y en los sucesivos números y suplementos, Rafael Alberti, Dámaso Alonso, Vicente Aleixandre, Manuel de Falla, Juan Gris, Pablo Picasso o Salvador Dalí.
Estas ediciones se realizaron en la Imprenta Sur, de la Ciudad de Málaga, en la que convivieron varios de los impulsores de esta revista, una instalación y funcionalidad rescatada en el año 2000 por el Centro Generación del 27 de la Diputación de Málaga, dando lugar a la Antigua Imprenta Sur, instalación museística funcional, en la que se continúa la edición de distintos volúmenes compuestos artesanalmente, a mano, e impresos en dichas instalaciones, resultando una imprenta viva.
Habiendo desaparecido la revista, ya en 1929, y dispersándose los principales protagonistas, dedicados a nuevos planes y horizontes, Litoral vuelve a aparecer en Málaga en 1968, retomándose su edición en Torremolinos, bajo el amparo de la comercial Revista Litoral, S.A..